# 阿尔格沃
阿尔格沃（法語：Argœuves，法語發音：[aʁɡœv]）是法国上法兰西大区索姆省的一个市镇，位于该省中部，省会亚眠市区西北，属于亚眠区。

## 地理
阿尔格沃（49°55'49"N, 2°13'36"E）面积10.21 平方千米，位于法国上法蘭西大區索姆省，该省份为法国北部沿海省份，北起加来海峡省和北部省，西接滨海塞纳省和大西洋英吉利海峡，南至瓦兹省，东临埃纳省。
与阿尔格沃接壤的市镇（或旧市镇、城区）包括：沃昂纳米耶努瓦、亚眠、贝尔唐格勒、德勒伊莱萨米安、普兰维尔、圣索沃尔。
阿尔格沃的时区为UTC+01:00、UTC+02:00（夏令时）。

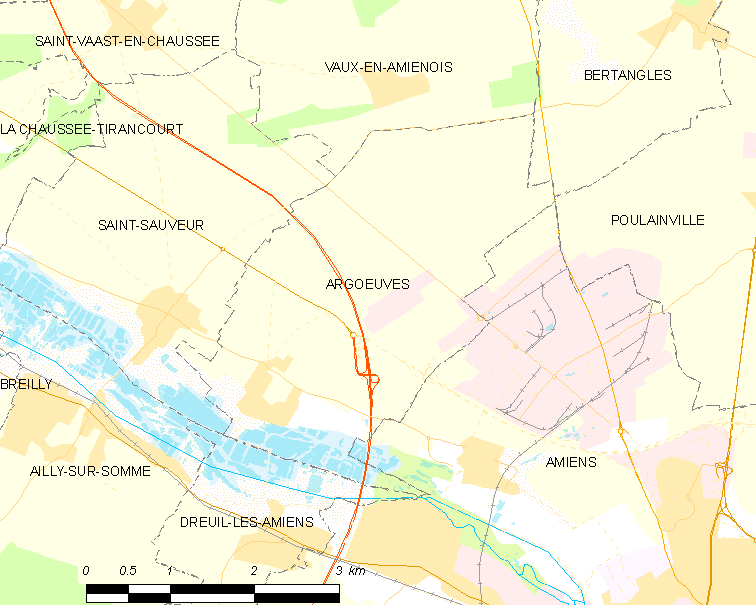
阿尔格沃的OSM定位图

## 行政
阿尔格沃的邮政编码为80470，INSEE市镇编码为80024。

## 政治
阿尔格沃所属的省级选区为索姆河畔阿伊县。

## 交通
法国国家A16号高速公路经过境内并设有“亚眠北”出入口。

## 人口

1962-2008年间阿尔格沃人口变化图示

阿尔格沃于2022年1月1日时的人口数量为562人。